# Vo solcando un mar crudele
Vo solcando un mar crudele (Ik vaar op een wrede zee) is een aria uit de opera Artaserse (1730) van de Italiaanse componist Leonardo Vinci.
De aria wordt gezongen door Arbace (de zoon van de prefect Artabane) die onterecht is beschuldigd van moord op koning Serse en hierom is verlaten door zijn geliefde, prinses Mandane. De aria wordt ingeleid door het recitatief No! Che non ha la sorte... (Nee! Wie heeft geen geluk...) en wordt gezongen aan het einde van het eerste bedrijf in de 15e scène. De aria, een van de populairste uit de opera, is specifiek geschreven voor de Italiaanse castraat Giovanni Carestini die de rol van Arbace vertolkte tijdens de première van Artaserse op 4 februari 1730. In moderne opvoeringen van Artaserse neemt een altus de rol op zich. 

## Ariatekst
| Italiaans | Nederlands |
| --- | --- |
| Vo solcando un mar crudele Senza vele, E senza sarte Freme l’onda, il ciel s’imbruna Cresce il vento, e manca l’arte E il voler della fortuna Son costretto a seguitar. Infelice! in questo stato Son da tutti abbandonato Meco sola è l’innocenza, Chi mi porta a naufragar. | Ik vaar op een wrede zee Zonder zeil, En zonder touwwerk De golven zijn woest, de lucht wordt donker De wind wakkert aan, en ik kan niet navigeren Ik ben gedwongen me bij de wil Van het lot neer te leggen Wee mij ongelukkige! Iedereen heeft mij verlaten Slechts verkerend in het gezelschap van mijn onschuld, Die de oorzaak van mijn schipbreuk is. |